# Elymus longisetus
Elymus longisetus là một loài thực vật có hoa trong họ Hòa thảo. Loài này được (Hitchc.) Veldkamp mô tả khoa học đầu tiên năm 1989.